# صنایع پایین‌دستی (صنعت نفت)
عملیات اجرائی در صنعت نفت، معمولاً به سه جزء اصلی تقسیم‌بندی می‌شوند، که عبارتند از: بالادست، میان دست و پایین دست. فعالیت‌های میان دستی، در عمل همیشه در بخش عملیات پایین دستی قرار می‌گیرد؛ در نتیجه، عملیات در این صنعت، به دو بخش عمده تقسیم می‌شوند:
- صنایع بالادستی
- صنایع پایین دستی

بخش پایین دستی، اصطلاحی است، که برای اشاره به عملیاتی از قبیل: فروش و توزیع گاز طبیعی و محصولات مشتق شده از نفت خام، مورد استفاده قرار می‌گیرد. محصولات مشتق شده از نفت خام، عبارتند از: گاز مایع (ال پی جی)، بنزین، سوخت جت، گازوئیل، روغن‌ها و آسفالت و…
از مسئولیت‌های دیگری که به بخش پایین دستی این صنعت مربوط می‌شود، توزیع محصولات بیشمار نفتی و پخش گاز طبیعی می‌باشد.

## ارتباط با مصرف‌کنندگان
بر خلاف بخش بالا دستی صنعت نفت، صنعت پایین دستی نفت، به صورت مستقیم با مصرف‌کنندگان در ارتباط است. که برقراری این رابطه، از طریق هزاران محصول مانند: بنزین، گازوئیل، نفت گرمایش، گریس، لاستیک، پلاستیک، کود، ضدیخ، آفت کش، گاز طبیعی، پروپان و غیره می‌باشد.

## محصول فرعی گوگرد
نفت خام، مخلوطی از انواع بسیاری از هیدروکربن‌ها می‌باشد و غالبأ حاوی ترکیبات گوگرد است. فرایندهای تصفیه که در پالایشگاههای نفت انجام می‌شود، در بیشتر موارد، پس از تولید و فرآورش محصول اصلی، در پی بدست آوردن سولفید هیدروژن (هیدروژن سولفوره) بوده، که طی فرایندی، سولفور یا همان گوگرد از آن مشتق خواهد شد. همچنین در پالایشگاه‌های گاز نیز ممکن است گاز سولفید هیدروژن در گاز تصفیه نشده موجود باشد، که در اینصورت، گوگرد حاوی آن، قبل از اینکه گاز به مصرف‌کنندگان توزیع شود، استخراج می‌گردد.
سولفید هیدروژن در پالایش و فرآوری نفت خام و گاز طبیعی برداشت شده و پس از آن، به گوگرد تبدیل می‌شود. در سال ۲۰۰۵ در حدود ۶۴٬۰۰۰٬۰۰۰ تن گوگرد تولید شده در سراسر جهان، از طریق پالایشگاه‌های نفت و گاز تولید شده‌است.